# 天安奉先弘慶寺碣記碑
36°56′35″N 127°08′05″E / 36.943138°N 127.134615°E
天安奉先弘慶寺碣記碑（韓語：천안 봉선홍경사 갈기비）為一座高麗王朝時期（西元918－1392年）的石碑，建於高麗顯宗17年〈西元1026年〉，位於韓國忠清南道天安市，距今有超過九百年的歷史，碑文內容為記載奉先弘慶寺的建成經過。天安奉先弘慶寺碣記碑在1962年12月被列為韓國國寶第7號。

## 簡介
天安奉先弘慶寺碣記碑位於天安市西北區成歡邑，建於高麗顯宗17年〈西元1026年〉，內容記載奉先弘慶寺的建成經過。
弘慶寺自高麗安宗時期開始興建，但安宗等不到此佛寺完工便駕崩，安宗之子高麗顯宗承父遺志，於顯宗12年〈西元1021年〉完工，為表示承繼先父的遺願，以及從妙法蓮華經中獲得的體悟，因此在寺名之前加上「奉先」二字，於是名稱成為「奉先弘慶寺」。
石碑安置於一個贔屭之上作為基座，贔屭的頭部是朝向側面，而非朝向正面，這種形式在東亞石碑中經常使用，贔屭的頭部還雕刻有鰭狀翅膀，給人予以動感的印象。石碑的主體之上蓋有一塊圓角的石頭，其顯示在雲層中的一條龍。
根據碑文內容記載，碣記碑為奉先弘慶寺落成後五年〈高麗顯宗17年，西元1026年〉豎立的，現今此地僅遺留此碣記碑，已不見寺廟的遺跡。碑文由有「海東孔子」之譽的儒學家崔沖（최충，984－1068）所撰，由白玄禮以行書書寫。天安奉先弘慶寺碣記碑在1962年12月10日被列為韓國國寶第7號。